# Agnes Hundoegger

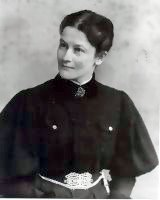
Agnes Hundoegger

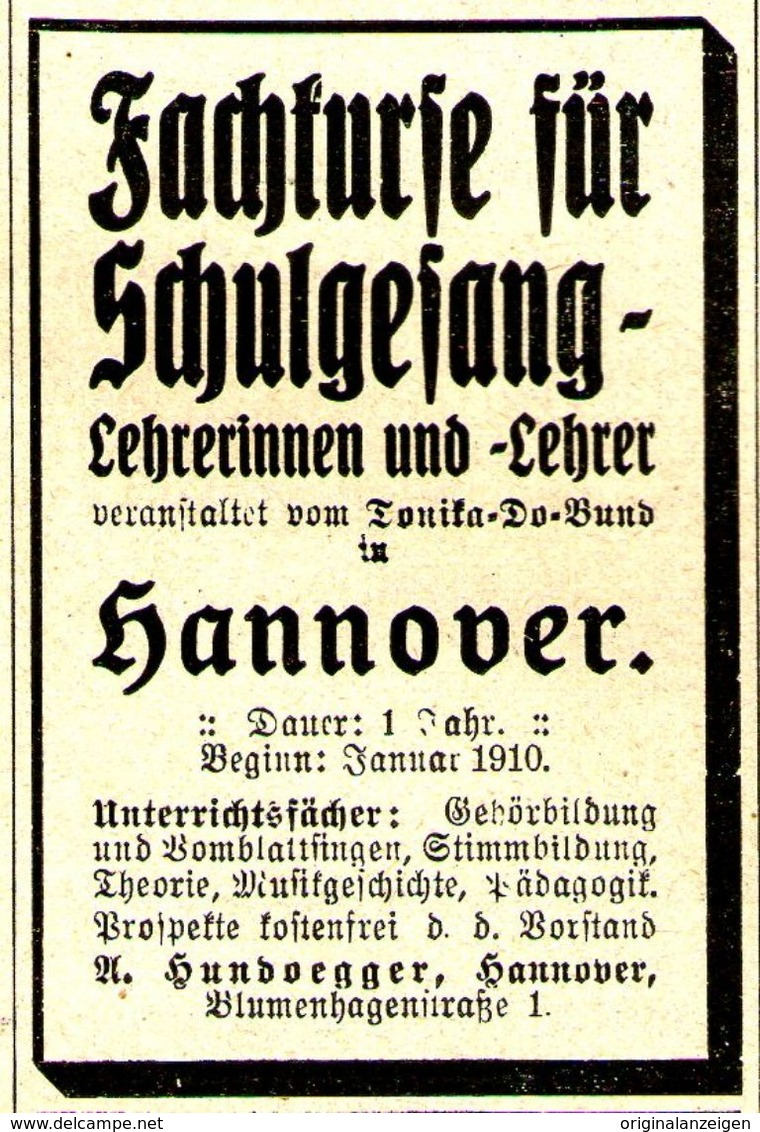
Annonce des Tonika-Do-Bundes (Hannover), Ende 1909

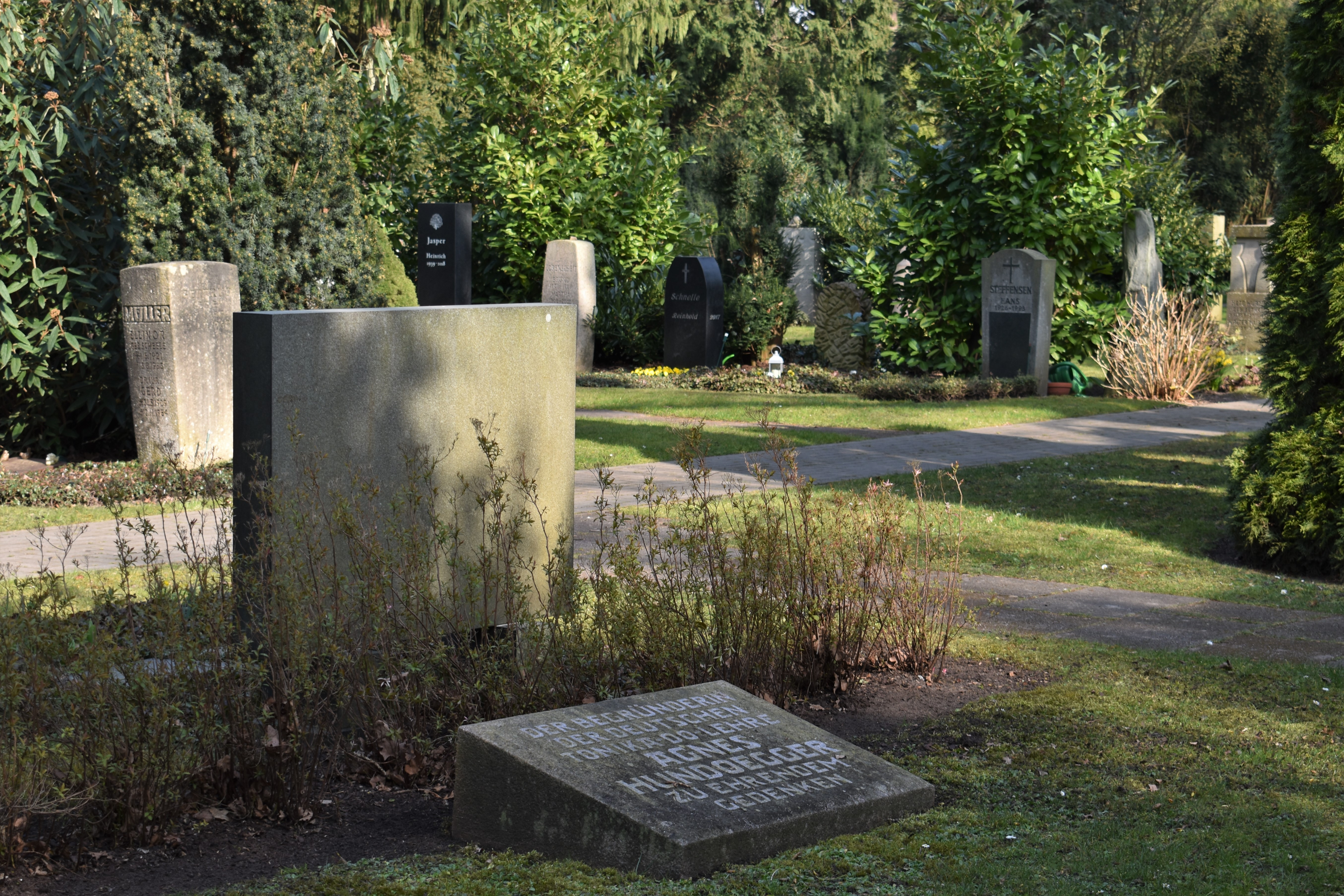
Gedenkstein auf dem Stadtfriedhof Engesohde

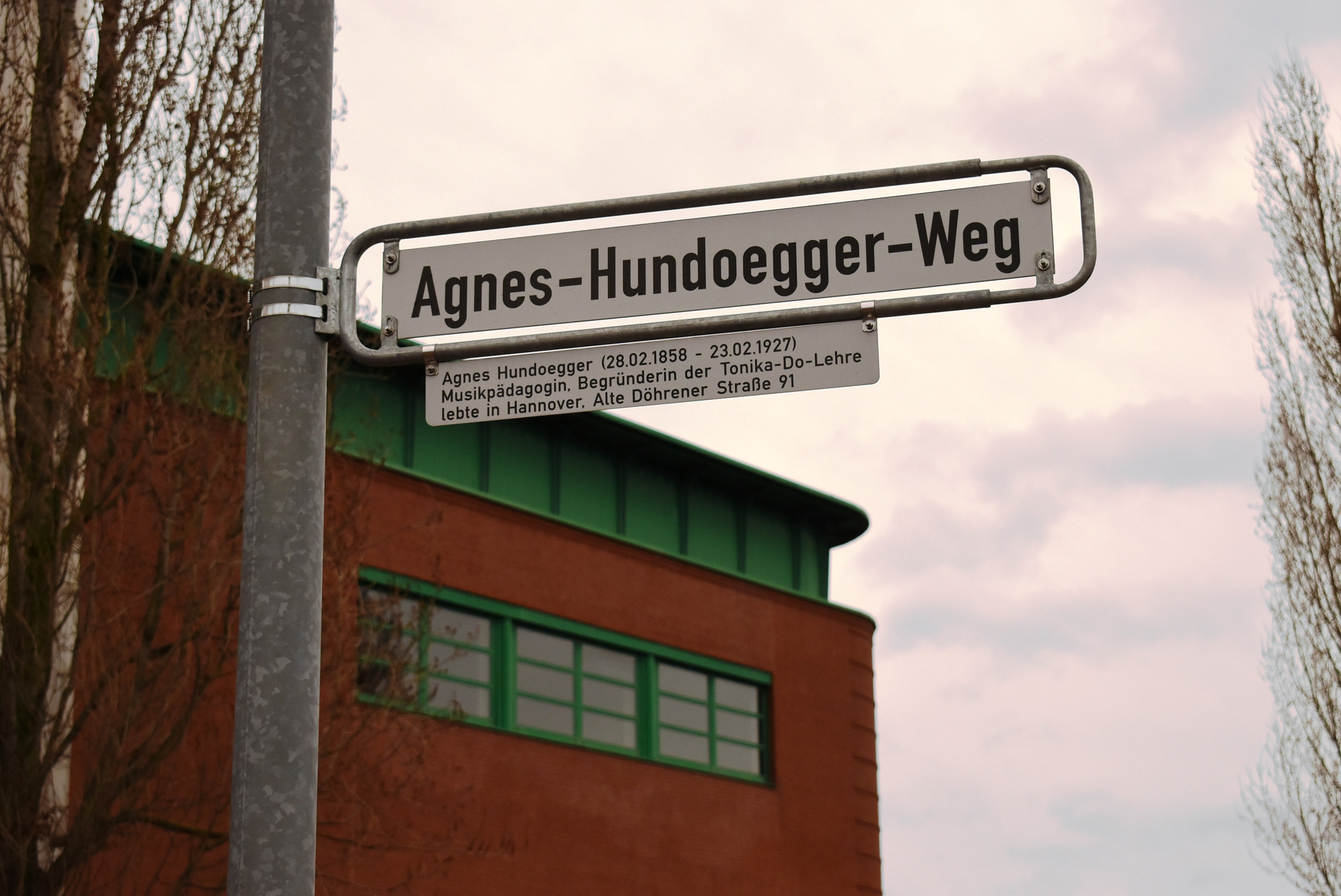
Straßenschild am Agnes-Hundoegger-Weg in Hannover

Agnes Hundoegger (geboren 26. Februar 1858 in Hannover; gestorben 23. Februar 1927 ebenda) war eine deutsche Musikerin und Musikpädagogin. Als Begründerin der Tonika-Do-Lehre und des Tonika-Do-Bunds machte sie sich vor allem um die musikalische Elementarausbildung verdient.

## Werdegang
Die Familie Hundoegger lässt sich bis nach Tirol zurückverfolgen. Der in Russland geborene Vater von Agnes Hundoegger, Ossip Hundoegger, war Chefarzt am Städtischen Krankenhaus von Hannover. Agnes wuchs in einem bildungsbürgerlich geprägten Elternhaus auf. Ihr musikalisches Talent wurde früh entdeckt und gefördert. Mit sechzehn Jahren begann sie ein Musikstudium an der Staatlichen akademischen Hochschule für Musik in Berlin-Charlottenburg; ihre Gesangslehrerin war Elise Breiderhoff, ihr Klavierlehrer Ernst Rudorff. Nach dem Studienabschluss 1881 „mit besonderer Auszeichnung“ in beiden Fächern setzte sie ihre Gesangsausbildung in Frankfurt am Main bei Julius Stockhausen fort.
Anschließend war Hundoegger als Pianistin, Oratorien- und Liedsängerin, Klavier- und Gesangslehrerin in ihrer Heimatstadt Hannover tätig. 1896 lernte sie das Tonic-sol-fa-System kennen, zunächst über Lehrbücher, dann in einem Ferienkurs der Tonic Sol-Fa Association (Tonic-sol-fa-Gesellschaft) nahe London.

„Die Eindrücke und Erfahrungen des einen Monats, in dem ich mich dort dieser großen Gemeinschaft zugehörig fühlte, haben in meinem Leben und meiner beruflichen Tätigkeit einen Wendepunkt bedeutet. Mit Beschämung musste ich sehr bald meinen deutschen Musikerdünkel einpacken. Es kam hier ja gar nicht auf persönliche künstlerische Leistung an, sondern auf die Fähigkeit, sich unterrichtend auf ein gegebenes Thema und ein bestimmtes Klassenniveau einzustellen und eine Aufgabe mit pädagogischem Verständnis zu lösen.“

Zuhause begann Agnes Hundoegger unverzüglich, die neuen Erfahrungen mit Kindergruppen zu erproben. Wie bei John Curwen, dem Begründer des Tonic-sol-fa-Systems, stand auch in Hundoeggers Unterricht das Singen von Tonfolgen und Liedern mithilfe von Solmisationssilben und Handzeichen im Vordergrund. In einigen Punkten modifizierte sie das britische Konzept. So hatte Curwen zwar die Rhythmussprache der Galin-Paris-Chevé-Methode übernommen, anstelle der zugehörigen Taktschreibweise aber eigene, „dem Auge nicht immer leicht erkennbare Zeichen“ entwickelt; Hundoegger ging wieder auf die französische Taktschreibweise zurück. Bereits 1897 stellte sie das Resultat vor, indem sie ihren Leitfaden der Tonika-Do-Methode für den Schulgebrauch herausbrachte. Als Zweck des Leitfadens gab sie an, „deutschen Musikern und Schulgesangslehrern eine Methode zugänglich zu machen, nach der Kinder, auch ohne besondere natürliche Veranlagung, in verhältnismäßig kurzer Zeit jede beliebige Melodie richtig und rein vom Blatt lesen und singen lernen“.
1909 gründete Hundoegger den Tonika-Do-Bund und den Tonika-Do-Verlag, um die Verbreitung der Tonika-Do-Lehre voranzutreiben und um den internen Gedankenaustausch zu intensivieren. 1923, vier Jahre vor ihrem Tod, konnte sie festhalten, dass die „Tonika-Do-Sache [...] aus kleinem Keim, ohne jede laute Propaganda, mit ruhiger Stetigkeit zu einem kräftigen Stamme herangewachsen“ sei.
Agnes Hundoegger wurde auf dem Stadtfriedhof Engesohde beigesetzt. Ihr Grabmal findet sich in der Abteilung 30, Grabnummer 1023-1024. 2015 hat die Stadt Hannover in der Nähe des Friedhofs einen Weg nach ihr benannt.

## Werke
- Leitfaden der Tonika-Do-Methode für den Schulgebrauch (1897)
- Leitfaden der Tonika-Do-Lehre, 2. Auflage des Leitfadens von 1897 (1908)
- 100 Kanons für die sangesfreudige Jugend in Noten und Tonika-Do-Schrift (1925)
- Übungsbuch zum Leitfaden der Tonika-Do-Lehre (1926)
- Alte, altmodige und neuere ein- und zweistimmige Lieder (1927)
- Tonika-Do-Quartettspiel (1927)